# ویل ساتچ
ویل ساتچ (انگلیسی: Will Satch؛ زادهٔ ۹ ژوئن ۱۹۸۹) قایقران روئینگ اهل بریتانیا است.
وی در مسابقات کشوری و بین‌المللی در مجموع برندهٔ ۴ مدال طلا، ۱ مدال نقره، ۴ مدال برنز شده‌است.